# Abu Abbas ibn Yakub ibn Abdallah
Abu Abbas ibn Yakub ibn Abdallah (fl. IX secolo) è stato un emiro arabo di Sicilia per conto della dinastia aghlabide.
Abu al-‘Abbas fu scelto governatore dai musulmani di Sicilia ma morì dopo poco tempo.